# Sidste omgang
|  | Denne artikel er oprettet af botten PalnaBot ud fra en ekstern database. Den kan derfor have sproglige fejl eller mangler. Denne skabelon kan fjernes efter kontrol af indholdet. |

Sidste omgang er en kortfilm fra 1993 instrueret af Thomas Vinterberg efter manuskript af Bo hr. Hansen og Thomas Vinterberg.

## Handling
En ung mand får konstateret leukæmi. Han får af lægerne tre måneder at leve i og skal nu tage stilling til, hvordan han vil tage afsked med vennekredsen.